# Otto GmbH
Otto GmbH & Co KG (wcześniej Otto Versand GmbH & Co), jest największym na świecie przedsiębiorstwem oferującym sprzedaż wysyłkową, działającym na ponad 20 krajowych rynkach. Rodzina prezesa firmy, Michaela Otto posiada większościowy udział w spółce. Siedziba przedsiębiorstwa znajduje się w Hamburgu w Niemczech. Firma została stworzona przez Wernera Otto w 1950 roku. Pierwszy, ręcznie zrobiony katalog zawierał 28 różnych fasonów obuwia. W okresie 1950-1960 biznes rozwinął się w szybkim tempie dzięki innowacyjności w sposobie promocji. Otto wprowadził obsługę zamówień telefonicznych w 1963 oraz sprzedaż online w 1995.
1 lutego 2013 roku Otto GmbH zgodził się na przejęcie ze strony amerykańskiej firmy The Blackstone Group.

Do Otto GmbH przynależą takie marki jak Frankonia, Baumarkt Direct, Heine Versand, Hermes Europe oraz bonprix.